# Sokpop

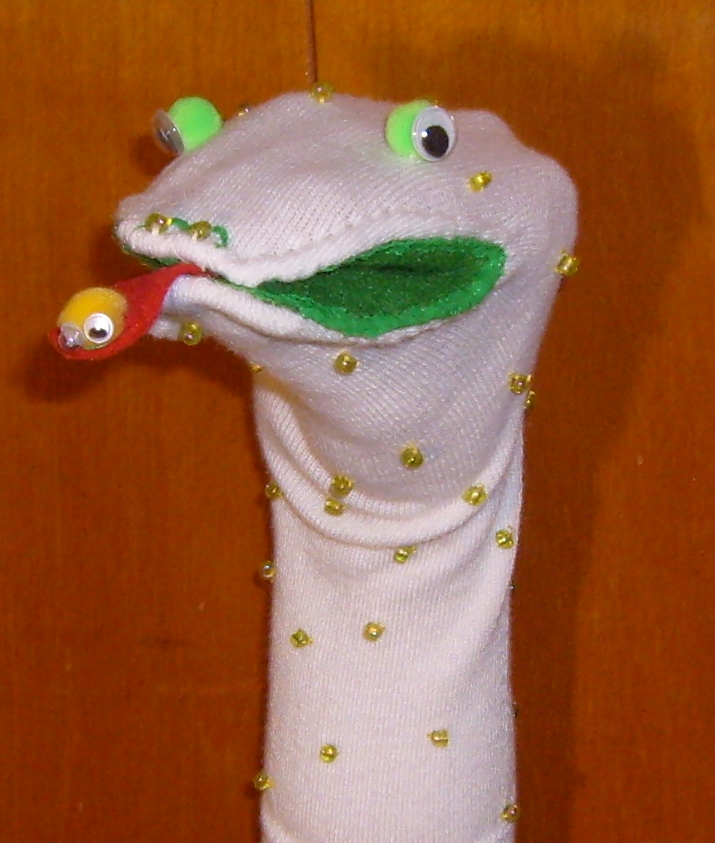
Sokpop

Een sokpop is de benaming voor een soort handpop, waarbij de poppenspeler zijn hand in een pop met een gezicht er op gestoken heeft, met zijn vingers beweegt hij dan de mond. De pop heeft de vorm van een sok, en is in de meeste gevallen ook zelfgemaakt uit een (oude) sok.
Een sokpop ziet eruit als een vriendelijk, niet-bedreigend  wezen en wordt daarom soms door therapeuten ingezet die met jonge kinderen omgaan.

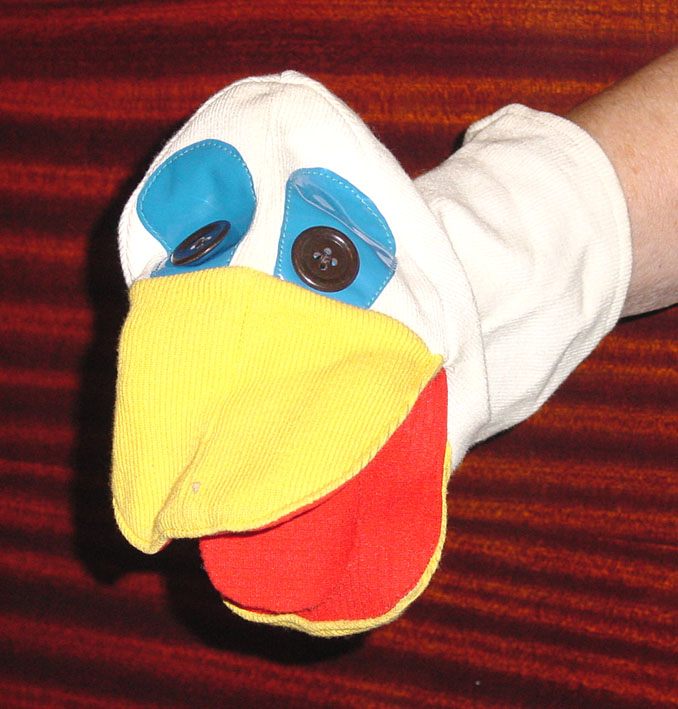
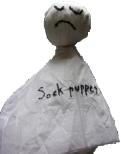
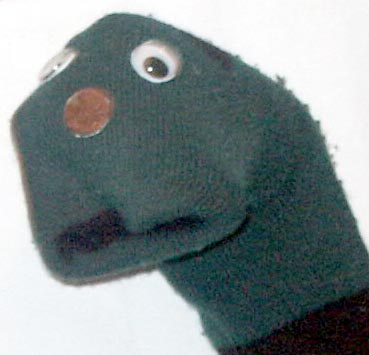